# Champagnac-de-Belair
Champagnac-de-Belair é uma comuna francesa na região administrativa da Nova Aquitânia, no departamento Dordonha. Estende-se por uma área de 18,28 km². Em 2010 a comuna tinha 785 habitantes (densidade: 42,9 hab./km²).